# 島治伸
島 治伸（しま はるのぶ、1956年（昭和31年）1月 - ）は、日本の教育学者・心理学者。松山東雲女子大学人文科学部 教授。日本育療学会副理事長。マジカルトイボックスアドバイザー。NPOこどもの発達研究室きりん理事。徳島県出身。
東洋大学文学部教育学科卒業。鳴門教育大学大学院学校教育研究科修士課程修了。香川大学大学院医学系研究科博士課程社会環境病態医学専攻退学。

## 経歴
- 1979年 - 東洋大学文学部教育学科卒業。
在学中に、慶應義塾大学医学部で嘱託勤務、軽度知的障害者の「興味と学習」で心理学分野へ
- 1979年 - 国立徳島東病院(現 国立病院機構 東徳島医療センター)重症心身障害児病棟(13病棟)内訪問教員（徳島県立養護学校板野分校助教諭）
- 1980年 - 徳島県公立学校教員採用。以後、教育相談、就学相談、進路指導等に従事。電子情報機器によるコミュニケーション支援
- 1980年 - 徳島県立鴨島養護学校（病弱：現 徳島県立鴨島支援学校）教諭
- 1989年 - 藍青賞受賞（障害のある生徒に対する情報機器の活用等による指導）[2]
- 1992年 - 徳島県立ひのみね養護学校（肢体不自由：現 徳島県立ひのみね支援学校）教諭
- 1993年 - ニフティサーブ障害児教育フォーラム（FEDHAN）代表責任者就任
- 1993年 -  三木康楽賞受賞（「デュシェンヌ型進行性筋ジストロフィー症児の自己認識過程」）[3]
- 1994年 - 臨床心理士資格取得
- 1999年 - 学校心理士資格取得
- 2001年 - 香川大学医学部非常勤講師（行動科学）
- 2002年 - 徳島県教育委員会指導主事就任
- 2003年 - 文部科学省初等中等教育局調査官就任
- 2006年 - 徳島文理大学人間生活学部心理学科教授就任[4]
- 2007年 - 徳島文理大学大学院人間生活学研究科教授就任
- 2016年 - 徳島文理大学保健福祉学部教授就任
- 2008年 - 公認心理師資格取得
- 2021年 - 松山東雲女子大学人文科学部特任教授就任

## 所属学会
- 日本育療学会[5]
- 日本環境感染学会
- 日本教育心理学会
- 日本健康心理学会
- 日本こども学会
- 日本子ども虐待防止学会
- 日本コミュニティ心理学会
- 日本質的心理学会[6]

## 著書
- 『教師のためのﾊﾟｿｺﾝ･ﾜｰﾌﾟﾛ通信入門』（教育実践フォーラム、1994年、学事出版）
- 『新たな課題に応えるための実践肢体不自由教育講座』（飯野順子、2002年、ジアース教育新社）
- 『特別支援教育ハンドブック』（特別支援教育研究会、2005年、第一法規）
- 『特別支援教育におけるコミュニケーション支援』（2005年、ジアース教育新社）
- 『特別支援教育コーディネーターのための個別の教育支援計画』（2006年、全国心身障害児福祉財団）
- 『教育評価辞典』（辰野千壽、2006年、図書文化）
- 『これならできる”LD・ADHA・高機能自閉症への対応”』（柘植雅義、2006年、教育開発研究所）
- 『個別の教育支援計画　策定・実施・評価の実際』（全国特殊学校校長会、2006年、ジアース教育新社）
- 『自治体から創る特別支援教育』（渡部昭男、2006年、クリエイツかもがわ）
- 『小児看護辞典』（日本小児看護学会、2007年、へるす出版）
- 『ICF及びICF-CYの活用』（国立特別支援教育総合研究所、2007年、ｼﾞｱｰｽ教育新社）
- 『こころ　からだ　行動へのアプローチ　子どもを理解する』（浅倉次男、2008年」へるす出版）
- 『知的・発達障害児の学習　心理と指導援助』（梅谷忠勇、2009年、田研出版）
- 『小・中 特別支援教育コーディネーターのための実践・新学習指導要領』（柘植雅義、2009年、教育開発研究所）
- 『特別支援教育時代の保護者サポート』（上岡義典、2009年11月、ジアース教育新社）
- 『発達のための臨床心理学』（小林芳郎、2010年、保育出版社）
- 『特別支援教育時代のコミュニケーション支援』（秋本公志、2011年3月、ジアース教育新社）